# Moth into Flame
«Moth into Flame» (en español: «Polilla en llamas») es una canción y sencillo del grupo musical estadounidense de heavy metal Metallica, incluida como la cuarta canción de su décimo álbum de estudio, titulado Hardwired... to Self-Destruct. El sencillo se publicó el 26 de septiembre de 2016. El vídeo musical de la canción muestra a los cuatro integrantes del grupo musical interpretando la canción en un almacén y rodeados de bombillas. Aproximadamente a la mitad del solo de guitarra de Kirk Hammett, aparecen cientos de polillas que rodean al guitarrista y a los demás integrantes de Metallica. La canción fue inspirada en la cantante Amy Winehouse.
El 12 de febrero de 2017 el grupo musical interpretó esta canción en directo junto a Lady Gaga en la ceremonia de entrega de los Grammy.

## Créditos
- James Hetfield: Voz y guitarra rítmica.
- Kirk Hammett: Guitarra líder.
- Robert Trujillo: Bajo eléctrico.
- Lars Ulrich: Batería y percusión.